# 松本学

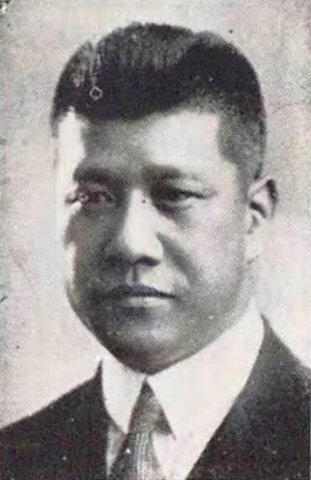
松本学

松本 学（まつもと がく / まなぶ、1886年（明治19年）11月20日（ただし、戸籍上は同年12月28日） - 1974年（昭和49年）3月27日）は、日本の内務官僚、政治家。旧姓は片岡（断絶した外祖父の松本家を再興した際に改姓した）。

## 経歴
岡山県出身。片岡房太の長男として生まれる。1910年、祖父松本礼造の跡を承け家督を相続した。
関西中学校・第六高等学校・東京帝国大学法科大学を経て、1911年に文官高等試験に合格して同年の大学卒業とともに内務省に入省する。愛媛県属。神社局長を経て1926年に静岡県知事に任ぜられる。1927年、立憲民政党系とみなされて、立憲政友会政権が行った地方官人事で鹿児島県知事に転任。1928年1月10日に休職が命じられた。1929年に福岡県知事に任じられる。1932年の国維会結成に参加して「新官僚」の1人として認知され、同年五・一五事件直後に警保局長に任じられ、共産主義弾圧と日本主義普及を推進、「邦人一如」を合言葉に日本文化連盟を結成した。なお、この警保局長在任中に小林多喜二が獄中にて拷問死する事件が発生している。1933年のゴーストップ事件では軍部に対抗し一歩も譲らなかった。
退官後、1934年11月27日、貴族院勅選議員に任じられたが、同郷で親交の厚い宇垣一成を内閣総理大臣に擁立しようとして軍部に阻まれた。貴族院議員を研究会に所属して1947年5月2日の貴族院廃止まで在任した。
戦後は1947年に中央警察学校（現在の警察大学校）校長を2年間務めたあと官職から離れるが、以降は日本の貿易振興に務めることになり、日本港湾協会会長や社団法人世界貿易センター会長などを歴任する。また1954年より競輪を統括する当時の自転車振興会連合会会長に就任し、1957年に改組された特殊法人日本自転車振興会の初代会長として競輪の運営確立および中央集権化にあたった。
大変筆まめな人物で10歳の時から63年間にわたってつづられた日記をはじめ、内務官僚・貴族院議員・戦後期にわたる多くの資料を保存していた。特に1930年代の日本の国家主義や軍部の台頭にまつわる資料を多く残しており、国立国会図書館憲政資料室・岡山県立記録資料館などに保存されている。

## 著書
- 『衛生行政法』帝国地方行政学会 1920
- 『経済及社会問題』清水書店 1920
- 『「邦人主義」と世界の反響』邦人社 邦人類集 1936
- 『文化と政治』刀江書院 1939
- 『松本学日記』伊藤隆・広瀬順晧編 山川出版社 近代日本史料選書 1995
- 『現代史を語る 4 松本学 内政史研究会談話速記録』現代史料出版 2006。伊藤隆監修
- 『松本学日記　昭和十四年～二十二年』尚友倶楽部・原口大輔・西山直志編 芙蓉書房出版 2021